# أوقستو بالاسيوس
أوقستو بالاسيوس (بالإسبانية: Ángel Augusto Palacios Valdivieso)‏ هو لاعب كرة قدم ومدرب كرة قدم بيروفي، ولد في 23 ديسمبر 1951 في ليما في بيرو. شارك مع منتخب بيرو لكرة القدم. أما مع النوادي، فقد لعب مع أليانزا ليما وخوان أوريتش وديبورتيفو تاشيرا وسبورت بويز وكيكرز أوفنباخ ونادي أمازولو ونادي سبورتينغ كريستال ونادي كارتاهينيس ونادي كانبيرا ألمبيك ونادي مبومالانجا بلاك أسأت.

## وصلات خارجية
- أوقستو بالاسيوس على موقع قاعدة بيانات كرة القدم.إي يو (الإنجليزية)
- أوقستو بالاسيوس على موقع ناشيونال فوتبول تيمز (الإنجليزية)
- أوقستو بالاسيوس على موقع عالم كرة القدم.نت (الإنجليزية)